# Pranburia
Pranburia mahannopi es una especie de araña araneomorfa de la familia Corinnidae. Es el único miembro del género monotípico Pranburia. Se encuentra en Tailandia, Camboya y Malasia Peninsular.
La especie es muy parecida a una hormiga.